# Dong Fangzhuo
Dong Fangzhuo (董方卓) (født 23. januar 1985 i Dalian, Kina) er en kinesisk fodboldangriber, der spiller for Hunan Billows. Han spillede for Kinas landshold i sæsonerne 2005-2007. Her nåede han at spille 13 kampe og score 1 mål.